# Abbey Road Studios

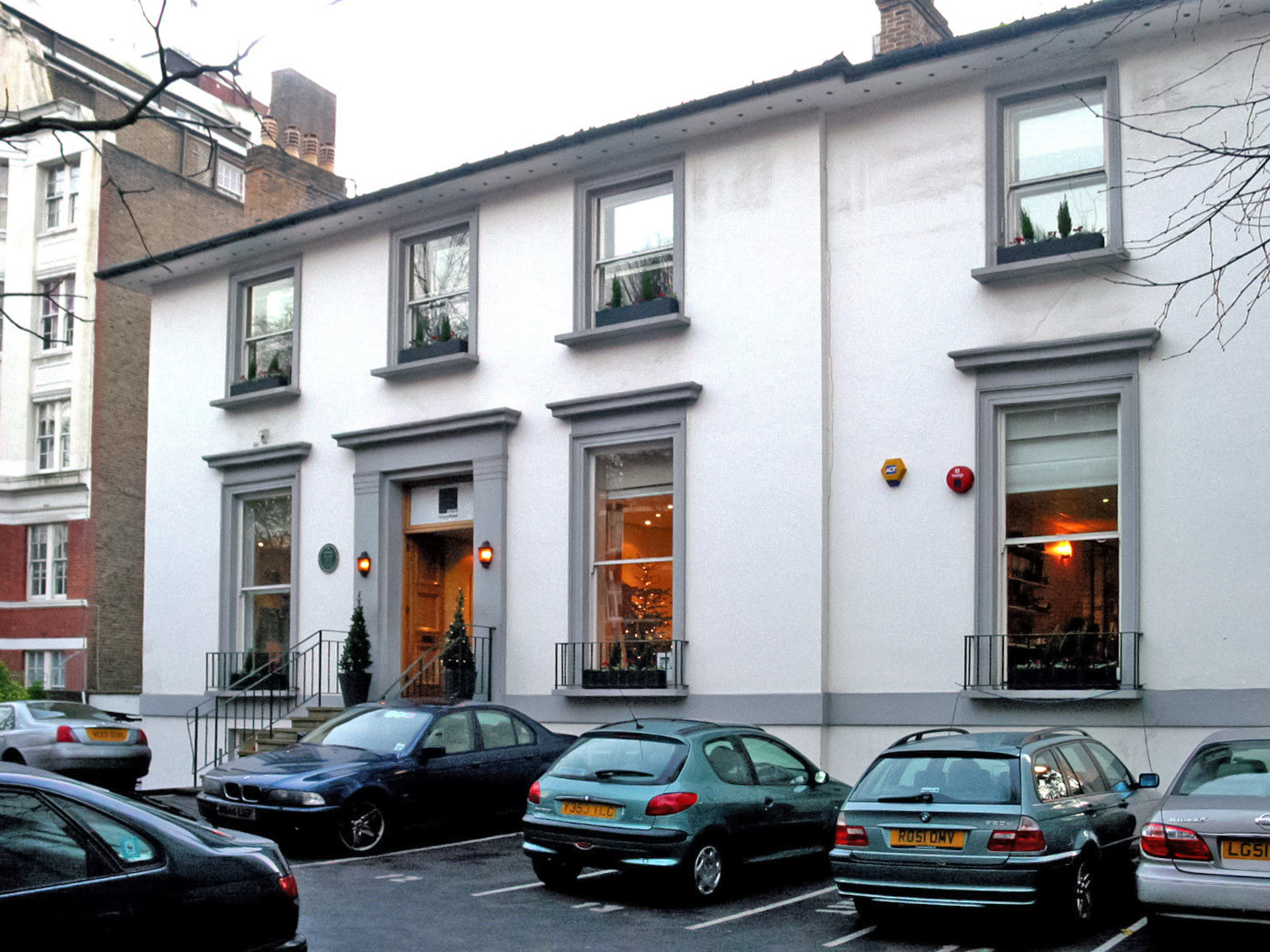
Abbey Road Studios, diciembre de 2005.

Los estudios de grabación Abbey Road Studios, llamados EMI Studios hasta 1970, están ubicados en la calle londinense de Abbey Road, en Inglaterra. Bajo el control de Louis Sterling, EMI inauguró los estudios de grabación de Abbey Road en noviembre de 1931. Pathé filmó la apertura de los estudios en noviembre de 1931 cuando Edward Elgar dirigió la Orquesta Sinfónica de Londres en sesiones de grabación de su música. En 1934, el inventor del sonido estéreo, Alan Blumlein, grabó la Sinfonía nr. 41 "Júpiter" en Do mayor, K.551 de Mozart, que fue dirigida por Thomas Beecham en los estudios. 
El grupo The Beatles grabó casi la totalidad de su discografía en ellos, y para la carátula del álbum Abbey Road, decidieron tomar una fotografía de la agrupación mientras cruzaban el paso de peatones ubicado enfrente de los estudios. Esta imagen fue, y sigue siendo, una de las imágenes más emblemáticas de portadas de álbumes. 
Pink Floyd también grabó algunos de sus discos en los estudios, incluyendo el álbum The Dark Side of the Moon. 
Por citar algunos de los artistas que han utilizado los estudios están: Stevie Wonder, Enya, Iron Maiden, Michael Jackson, The Alan Parsons Project, Freddie Mercury, Nightwish, Radiohead, Red Hot Chili Peppers, U2, Kylie Minogue, Lady Gaga, Amy Winehouse, Juan Luis Guerra, Europe, etc.[cita requerida]
En la actualidad, se utiliza fundamentalmente para grabaciones de cuerda con orquestas, tales como banda sonoras. [cita requerida]
El 17 de febrero de 2010, EMI anunció la puesta en venta de los estudios de Abbey Road, con la que esperaban obtener ganancias por encima de los 30 millones de libras esterlinas. Sin embargo, la movilización que causó la noticia provocó que el Gobierno británico declarara los estudios monumento histórico, lo que impide su demolición.

## Live from Abbey Road
Entre 2007 y 2011 se grabó el programa de televisión Live from Abbey Road de Channel 4, que se distribuyó a más de 120 países en todo el mundo usando imágenes en alta definición de música en vivo, con una lente de 35mm, como si fuera una película.[cita requerida]